# Kronprinsesse Marys Bro
Kronprinsesse Marys Bro, åbnet i 2019, er en ca. 1,4 km lang højbro over Roskilde Fjord syd for Frederikssund. Den er en del af primærrute 53, som er en 9,5 km lang firesporet motortrafikvej, som er en del af den Ny fjordforbindelse ved Frederikssund. Broen er bygget for at aflaste den meget trafikerede Kronprins Frederiks Bro. Det er gratis at køre over broen.

## Formål
Højbroen bærer en firesporet motortrafikvej, og var udset til at være Danmarks første brugerbetalte motortrafikvej.

## Konstruktion
Broen går imellem Marbæk syd for Frederikssund og til Tørslev Hage, som er et sommerhusområde i Hornsherred.
Broen kostede ca. 2 mia. kr. hvor staten selv skød ca. 650 mio. kr i projektet.[kilde mangler]
Fjordbunden er blød, og bærende jordlag til broens fundamenter ligger i 60 meters dybde.

## Historie
Folketinget indgik i oktober 2006 en aftale om udarbejdelsen af et beslutningsgrundlag til en ny fjordforbindelse ved Frederikssund.
I 2010 blev den tilhørende miljøkonsekvensrapporten udgivet.
Anlægsloven blev vedtaget i december 2014.
Anlægsarbejdet begyndte i 2016.
Kronprinsesse Marys Bro og Fjordlandsvej blev som planlagt indviet af Kronprinsessen lørdag den 28. september 2019 med stor folkefest og et stort broløb med deltagelse af 10.000 mennesker.
Broen blev åbnet for biltrafik den 30. september 2019.
Den 1. januar 2022 blev brugerbetalingen afskaffet.

## Pris
Det er gratis at krydse broen. 
Prisen var indtil den 1. januar 2022 følgende:
Motorcykler: gratis.
Køretøjer op til 3500 kg: 14 kr.
Køretøjer over 3500 kg: 41 kr.